# Kronos International
Die Kronos International ist ein US-amerikanisches Unternehmen der chemischen Industrie und Produzent von Titandioxid. Der Hauptsitz befindet sich in Dallas, Texas, wo auch die Konzernmutter Kronos Worldwide, Inc. residiert. Die sieben Produktionsstätten des Konzerns befinden sich in fünf Ländern:
- Deutschland: Leverkusen und Nordenham
- Norwegen: Fredrikstad und Hauge i Dalane
- Belgien: Langerbrugge
- USA: Lake Charles
- Kanada: Varennes

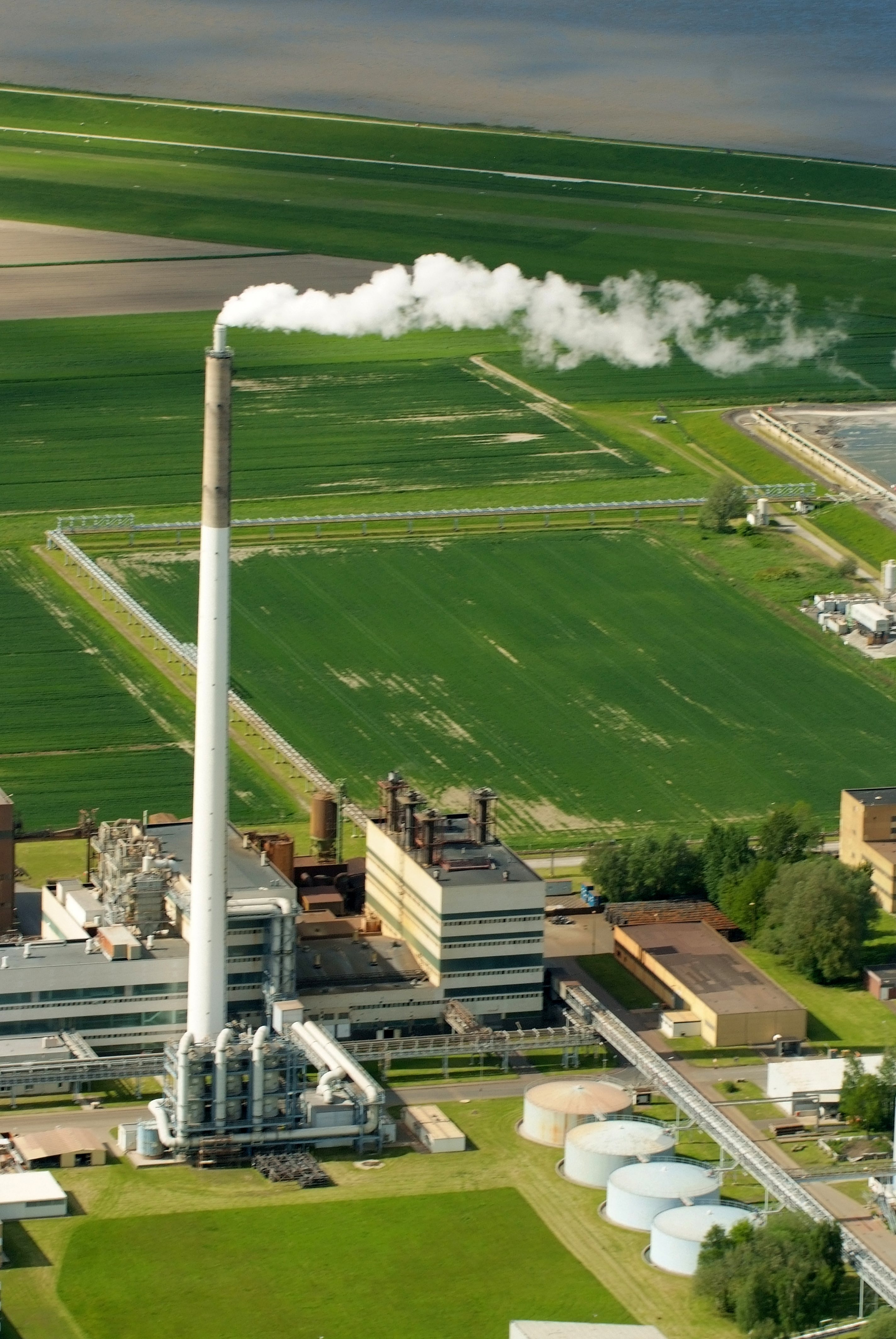
Luftaufnahme des Werks Nordenham (2012)

In Norwegen betreibt die Tochtergesellschaft Titania A.S. eine eigene Ilmenit-Mine, aus der der Rohstoff für die Titandioxid-Produktion stammt.
Die Kronos International ist weltweit der fünftgrößte Hersteller von Titandioxid-Pigmenten und in Deutschland mit der 100%igen Tochtergesellschaft Kronos Titan GmbH größter Produzent. Die Produktionskapazität liegt aktuell bei 550.000 t Titandioxid pro Jahr. Der Anteil am Weltmarkt beträgt damit etwa 10 Prozent. Es wird sowohl das Sulfat- als auch das Chloridverfahren eingesetzt. Der Name Kronos entstammt der griechischen Mythologie und bezeichnet den jüngsten und stärksten der Titanen.
Die Geschichte des Unternehmens beginnt 1916 mit der nahezu gleichzeitigen kommerziellen Herstellung von Titandioxid in Fredrikstad (Norwegen) und Niagara Falls (USA). Das TiO2-Pigment aus dem norwegischen Werk wurde bereits damals unter dem Namen „Kronos Titan White“ vermarktet und ersetzte zunehmend das bis dahin gebräuchliche gesundheitsschädliche Bleisulfat als Weißpigment. Diese beiden zunächst unabhängigen Unternehmen wurden 1922 vom US-amerikanischen Mischkonzern National Lead (NL Industries, Inc.) übernommen. 1927 geht nach der Gründung der Titangesellschaft in Leverkusen das erste der beiden Werke in Deutschland in Betrieb. Die Titangesellschaft war damals ein Gemeinschaftsunternehmen der Bayer AG bzw. später der I.G. Farben und der NL Industries. Einen wichtigen Fortschritt des Unternehmens stellte in den Jahren 1938/1939 die erstmalige Herstellung einer Rutil-Modifikation von Titandioxid dar, die heutzutage überwiegend Anwendung findet. Mit Auflösung der I.G. Farben nach dem Ende des Zweiten Weltkriegs wurde die Titangesellschaft komplett von NL Industries übernommen und in Kronos Titan-GmbH umbenannt. In den 1950er und 1960er Jahren wurden neue Produktionsstätten in Belgien, USA und Kanada errichtet. Schließlich wurde 1969 das neueste Werk in Nordenham in Betrieb genommen.
In die Schlagzeilen geriet die Kronos Titan-GmbH im Jahr 1980, als am 13. Oktober deren Tankschiff „Kronos“ durch Greenpeace-Aktivisten daran gehindert wurde, sogenannte Dünnsäure in die Nordsee zu verklappen, was damals aber behördlich genehmigt war. Seit dem Ende der Genehmigung zur Verklappung am 31. Dezember 1989 praktiziert das Unternehmen ein umweltgerechtes Recycling der metallsalzhaltigen Schwefelsäure.
Der eigenständige Geschäftsbereich Kronos ecochem befasst sich an den europäischen Standorten des Unternehmens mit der Vermarktung von Eisensalzen, die im Produktionsprozess als Nebenprodukt in großer Menge anfallen, hauptsächlich als Eisen(II)-sulfat. Verwendung finden die Salze zum größten Teil in der Abwasserreinigung (z. B. Fällung von Phosphat) und als Chromatreduzierer in Zement.